# Žiganja vas
Žiganja vas este o localitate din comuna Tržič, Slovenia, cu o populație de 435 de locuitori.